# Edgar Julius Jung

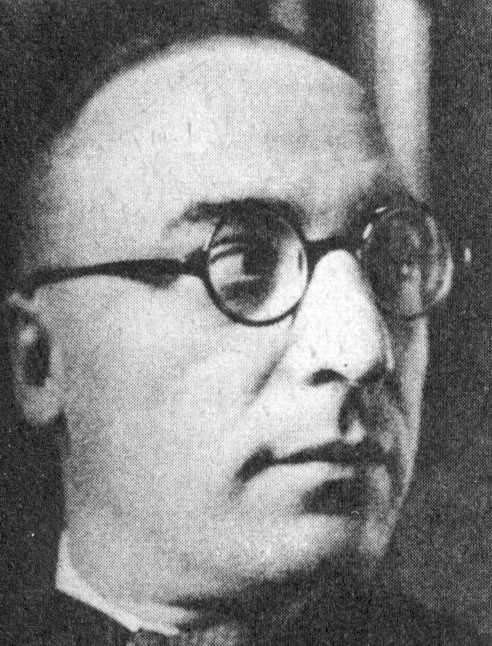
Edgar Julius Jung (um 1925)

Edgar Julius Jung, Pseudonym Tyll, (* 6. März 1894 in Ludwigshafen am Rhein; † 30. Juni oder 1. Juli 1934 in Berlin oder in einem Wald bei Oranienburg) war ein deutscher Jurist, nationalistischer Politiker und antidemokratischer Publizist. Er gilt als Vertreter eines nicht-nationalsozialistischen Rechtsradikalismus in der Weimarer Republik, der später als Konservative Revolution bezeichnet wurde. Jung organisierte 1924 die Ermordung des Präsidenten der Autonomen Pfalz Franz Josef Heinz. 1934 wurde er im Rahmen der Röhm-Affäre von Nationalsozialisten ermordet.

## Leben

### Jugend und Ausbildung (1894 bis 1922)
Jung wuchs in Ludwigshafen in bürgerlichen Verhältnissen auf. Sein Vater Wilhelm Jakob Jung war zunächst Volksschullehrer und danach Studienprofessor am Mädchenlyzeum in Ludwigshafen. Jung besuchte dort erst die Volksschule, dann das humanistische Gymnasium. Zu Ostern 1913 bestand er die Reifeprüfung. Nach zwei Studienreisen durch Süd- und Westeuropa begann er im Wintersemester 1913/1914 das Studium der Rechtswissenschaften an der Universität Lausanne. Dort besuchte er Vorlesungen des Soziologen Vilfredo Pareto, dessen Elitelehre großen Einfluss auf Jungs spätere Ideen einer rangstufig gegliederten Gesellschaft haben sollte.
Mit Ausbruch des Ersten Weltkrieges 1914 kehrte Jung aus der Schweiz nach Ludwigshafen zurück und meldete sich als Kriegsfreiwilliger bei der Bayerischen Armee. Am 7. August 1914 wurde er dem 3. Chevaulegers-Regiment „Herzog Karl Theodor“ zugeteilt und kam nach der militärischen Grundausbildung am 21. April 1915 an die Westfront. In den zwei Folgejahren wurde Jung als Infanterist und Spähtruppführer sowohl in Frankreich als auch im Stellungskrieg in Flandern verwendet. Am 7. September 1915 erfolgte seine Beförderung zum Unteroffizier und am 21. November 1915 zum Wachtmeister der Reserve. Zum 21. April 1917 wechselte Jung zur Feldartillerie. Am 23. Mai 1917 wurde er zur 38. leichten Munitionskolonne bei der II. Bayerischen Trainabteilung kommandiert. Mit dieser Einheit nahm er an den Kämpfen von Aisne-Champagne, bei Reims, vor Verdun und auf der Vaux-Kreuz-Höhe teil. Hierfür erhielt er am 16. Oktober 1917 das Eiserne Kreuz 2. Klasse und wurde am 24. November 1917 zum Leutnant der Reserve befördert.
Während eines Heimaturlaubs erkrankte Jung schwer und verbrachte von Januar bis Mai 1918 seine Zeit im Vereinslazarett der BASF in Ludwigshafen. Aus dem Lazarett meldete er sich zur Fliegertruppe und wurde am 1. Juni 1918 dorthin zugeteilt. Es folgte eine Ausbildung zum Piloten an der Flieger-Beobachterschule im bayerischen Schleißheim, an der Artilleriefliegerschule Ost I im kurländischen Groß-Auz und an der Flieger-Schieß-Schule im belgischen Asch. Das Kriegsende erlebte Jung am 9. November 1918 im Armeeflugpark C in Kitzingen, ohne als Flieger zum Einsatz gekommen zu sein. Jung wurde am 21. November 1918 aus dem Militärdienst entlassen.
Nach dem Krieg wurde er Mitglied des Freikorps Epp und nahm an der Niederschlagung der Münchner Räterepublik im Frühjahr 1919 teil.
1919 setzte Jung sein Studium der Rechtswissenschaften in Würzburg (Zwischensemester) fort, wechselte das Sommersemester 1919 nach Heidelberg und zum Wintersemester 1919/1920 zurück nach Würzburg, wo er am 28. Januar 1920 seinen Abschluss mit der Ersten Juristischen Staatsprüfung machte. Zur Promotion wurde Jung am 15. Dezember 1919 zugelassen. Seine Dissertation ist bis heute verschollen. Als Dr. jur. et rer. pol. wurde er am 31. März 1921 promoviert. Die Große Juristische Staatsprüfung legte er im Sommer 1922 ab und trat am Ende des Jahres als Rechtsanwalt in Zweibrücken in die Kanzlei  Albert Zapfs, damals Abgeordneter der nationalliberalen Deutsche Volkspartei (DVP) im Reichstag, ein. Im Dezember desselben Jahres heiratete er Wilhelmine Küffner, Tochter eines Brauereidirektors. Aus der Ehe gingen zwei Kinder hervor, Joachim Friedrich (* 1923) und Christa (1928–2003).
Die Betätigung als Jurist sah Jung als „Brotberuf“ an, der ihm in den frühen 1920er Jahren ermöglichte, in einem mit „fanatischem Eifer betriebenen Selbststudium“ sein Wissen auf den Gebieten Philosophie, Geschichte, Literatur und Volkswirtschaft zu vertiefen. Die politisch-sozialen Anschauungen, die Jung in dieser Zeit entwickelte und denen er bis 1933 treu blieb, fasste Rainer Orth wie folgt zusammen: „antidemokratisch, antiparlamentarisch, antiliberal und antikapitalistisch.“
Zusammen mit seinem Vater und seinem Bruder Friedrich trat Jung in der Jahreswende 1919/1920 in die DVP ein. Dort avancierte er, gefördert durch Albert Zapf und aufgrund seiner Eloquenz zum „Aufkärungsredner“, und wurde 1921 in den Vorstand der DVP aufgenommen. Ab 1922 konzentrierte sich Jung auf den Aufbau der pfälzischen Jugendgruppe der DVP, in der er bald den Rang des geistigen und politischen Führers einnahm.

### Aktivitäten in der Pfälzischen Widerstandsbewegung (1923 bis 1924)
Die Pfalz war, wie der Großteil des linken Rheinufers, im Dezember 1918 als Folge des Ersten Weltkrieges von französischen Truppen besetzt worden. Als Frankreich seine Politik seit 1922 auf die Förderung separatistischer Bestrebungen und Abspaltung der Pfalz als autonomen Staat ausrichtete, radikalisierte sich Jung. Ende 1922 begann er, die DVP-Jugend in Abwehrzirkeln gegen die französischen Besatzungstruppen in der Pfalz zu organisieren. Zusammen mit seinem Bruder Friedrich und seinem gleichaltrigen Schulfreund Otto Graf gründete Jung im März 1923 den geheimen „Rheinisch-Pfälzischen Kampfbund“, auch als „Organisation Jung“ bekannt, der sich die gewaltsame Entfernung der französischen Besatzung zum Ziel gesetzt hatte und ab 1923 gewaltsame Aktionen gegen den von Frankreich unterstützten pfälzischen Separatismus plante und ausführte. Dazu gehörten Anschläge auf Eisenbahnstrecken, die Zerstörung von Telefonleitungen oder die Brandstiftung in Fabriken, in denen für die Franzosen gearbeitet wurde. Einer der wichtigsten Gruppen innerhalb der „Organisation Jung“ war die Gruppe um den Kaiserslauterer Direktor der Süddeutschen Discontobank Rudolf Emmerling. Die Gegenbewegung zu den separatistischen Bestrebungen in der Pfalz hatte ihr organisatorisches Zentrum in Bayern. Die Anti-Separatisten wurden von der damaligen bayerischen Regierung finanziell aber auch praktisch erheblich unterstützt. So wurde die „Organisation Jung“ in einem Bericht der bayerischen Regierung als „das einzige wirksame Mittel“ beschrieben „Putsche von Separatisten abzuwehren.“ Beim Aufbau eines Netzwerks aus Aktivisten und der Zusammenstellung freiwilliger Kampfverbände für den Fall einer Eskalation war Jung einer der emsigsten Akteure der antiseparatistischen Organisationen.
In dieser Zeit knüpfte Jung wichtige Kontakte. Er lernte Heinrich Brüning und Werner Best kennen und suchte Adolf Hitler im Januar 1923 auf, um ihn zu bewegen, die antiseparatistische Bewegung zu unterstützen. Hitler hatte andere Prioritäten und lehnte die Unterstützung kategorisch ab. Aufgrund dieser Begegnung stand Jung der Person Adolf Hitlers mit bleibender scharfer Ablehnung („ein gesinnungsloser Lump und ein brutaler Egoist“, wie Rainer Orth sein Hitlerbild charakterisiert) und Gegnerschaft gegenüber. Friedrich Graß, ein großer Bewunderer Jungs, erinnerte sich, dass Jung Gesinnungsfreunden, darunter ihm selbst und Otto Leibrecht, die mit dem Gedanken spielten, Hitler zu unterstützen, im September 1923 mit drastischen Worten abriet: Er habe Hitler um Hilfe gebeten, doch dieser habe sich nicht mit den Franzosen anlegen wollen, weil er erst die Juden aus Deutschland hinaustreiben müsse. Hitler sei ein Phantast.
Nachdem die französische Besatzungsverwaltung von Jungs Aktivitäten Kenntnis erhalten hatte, wurde er am 12. April 1923 von den französischen Behörden mit Wirkung bis 1930 aus der Pfalz ausgewiesen. Zuerst zog er mit seiner Familie nach Mannheim und im Sommer 1923 nach Feldafing, wo er sich als Anwalt in München niederließ.
Jungs Kampf gegen den pfälzischen Separatismus erreichte seinen Höhepunkt zum Jahreswechsel 1923/1924, als sich die Ausrufung eines  autonomen pfälzischen Staates durch Franz Josef Heinz abzeichnete. In München traf Jung auf den ebenfalls aus der Pfalz ausgewiesenen Walter Antz aus Zweibrücken, der im Bayerischen Staatskommissariat für die Pfalz für die Separatistenabwehr zuständig war. Antz beauftragte Jung mit der Vorbereitung, Organisation und Leitung eines Anschlages auf Franz Josef Heinz. Um die Finanzierung kümmerte sich Antz selbst. Im Zusammenspiel mit dem Bund Oberland und der Organisation Consul organisierte Jung einen zwölfköpfigen Kommandotrupp, der das Attentat auf den als Verräter bezeichneten Heinz durchführen sollte. Einige der Männer für die Aktion wurden von Hermann Ehrhardt zur Verfügung gestellt.
Das Attentat gelang erst im zweiten Anlauf: Am Abend des 9. Januar 1924 stürmten rund 20 Männer, die über den gefrorenen Rhein gekommen waren, unter dem Kommando von Jung den Speisesaal des „Wittelsbacher Hofes“ in Speyer. Sie ermordeten Heinz, seine beiden Mitarbeiter Nikolaus Fußhöller und Matthias Sand sowie einen unbeteiligten Gast. Zwei Attentäter aus dem Umfeld der NSDAP starben beim anschließenden Schusswechsel mit Anhängern von Heinz. Jung selbst wurde durch einen Streifschuss am Hals leicht verletzt und kehrte nach München zurück.

### Aktivitäten in der Weimarer Republik (1924 bis 1932)
1924 versuchte Jung seine politischen Ambitionen in der Politik durch Kandidaturen für die DVP zu verwirklichen. Zwei Reichstagskandidaturen, bei der Wahl vom Mai 1924 im Wahlkreis Pfalz und bei der Wahl vom Dezember 1924 im Wahlkreis Franken, scheiterten jedoch. Im Herbst 1925 ging Jung zur Parteipolitik auf Distanz, um sich auf seine publizistischen und aktivistischen Aktivitäten zu konzentrieren. Mit seinem Buch Die Herrschaft der Minderwertigen, einer intellektuellen Generalabrechnung mit Demokratie, Parlamentarismus und Liberalismus, avancierte er 1926 zu einem der prominentesten Wortführer der konservativen Revolution.
Am 2. Juni 1926 gründete er in München den Jungakademischen Klub mit dem Ziel der Schulung der Münchner Studentenschaft im „jungkonservativen Sinne.“ Laut Hans-Joachim Schoeps lassen sich bei den Jungkonservativen zwei durchgängige Ideologeme beschreiben: „neben dem aggressiven Nationalismus ihr unversöhnlicher Antiparlamentarismus.“
Jung engagierte sich im Hochschulring deutscher Art und wurde laut Joachim Petzold einer seiner eifrigsten und bekanntesten Redner. Als politischer Ideengeber und Sprachrohr der politischen Rechten konnte Jung vor allem in der Studentenschaft und in der rheinischen Schwerindustrie Anhänger finden. Aus der Ruhrlade erhielt er seit 1929 monatlich 2000 Mark für seine publizistische und politische Tätigkeit.
Dabei war Jung kein Anhänger Adolf Hitlers. Ähnlich wie viele andere Vertreter der Konservativen Revolution orientierte er sich am Faschismus Mussolinis. Die NSDAP bezeichnete er als „Referat Volksbewegung“ des nationalen Lagers.

### 1933 bis 1934
Diese persönliche Antipathie, zu der ideologische Differenzen hinzukamen, setzte sich in späteren Jahren fort: Anlässlich der Harzburger Tagung vom Herbst 1931 warnte Jung, dass Hitler in seinen Augen eine Mischung aus Al Capone und Antichrist sei, und drängte seine konservativen Gesinnungsfreunde, dass sie alles in ihren Kräften stehende tun müssten, um zu verhindern, dass Hitler „auch nur einen Tag an die Macht“ gelangen würde.
Nach der Bildung der Regierung Hitler am 30. Januar 1933 gelang es Jung auf Vermittlung von Hans Humann, in engere Beziehung zu Franz von Papen zu treten. Dieser amtierte als Vizekanzler und sollte nach dem Willen des Reichspräsidenten als Aufpasser dafür sorgen, dass Hitler in maßvoller Weise regieren werde. Seit Mitte Februar 1933 betätigte Jung sich hinter den Kulissen als politischer Berater und als Redenschreiber von Papens.
Im Verborgenen begann Jung im Spätsommer 1933 damit, systematisch ein Netzwerk aus Gegnern des neuen Regimes zu knüpfen, mit dem er hoffte, die NS-Diktatur bei sich bietender Gelegenheit zu stürzen. In dieses band er nicht nur Militärs, konservative Intellektuelle, Aktivisten und Beamte sowie Vertreter des politischen Katholizismus ein, sondern er integrierte auch Vertreter der Sozialdemokratie und der Gewerkschaften, wie Julius Leber und Artur Zickler in dieses, nachdem er unter Überwindung früherer Vorurteile und Gegnerschaften eine Neubewertung der Kräfte der politischen Linken in Deutschland vorgenommen hatte: Während Jung die Sozialdemokratie in den 1920er Jahren entschieden abgelehnt hatte, hatte er bereits Anfang der 1930er Jahre begonnen, diese im Vergleich zum Nationalsozialismus als eine durchaus achtenswerte und konstruktive Bewegung anzusehen und Ende 1932 sogar erwogen, in die SPD einzutreten, um ihren Apparat für den Kampf gegen die NSDAP zu benutzen. Angesichts der Realität der NS-Herrschaft gelangte Jung dann im Herbst 1933 zu dem Fazit, dass die Nationalsozialisten der wahre Feind des Wohlergehens von Deutschland und Europa seien, der ausgeschaltet werden müsse. Seine linken Gegner von einst erkannte er nun als Ehrenmänner und im Vergleich zu den gegenwärtigen Machthabern hochstehende Menschen an. Zickler erinnerte sich später an eine Äußerung von Jung Ende 1933, die er 1945 in einem Brief an Walter Oehme thematisierte: „Jetzt möchte ich jedem Sozialdemokraten um den Hals fallen!“ Zickler war allerdings im Mai 1933 selbst NSDAP-Mitglied geworden.
Am 17. Juni 1934 hielt von Papen vor Marburger Studenten die von Jung verfasste Marburger Rede. In dieser Rede bekannte der Vizekanzler sich zwar zur Führerschaft Hitlers und bejahte auch das Bündnis zwischen konservativer und nationalsozialistischer Revolution, kritisierte aber andererseits explizit die gleichgeschaltete Presse, die „kein Gesicht mehr“ habe, was dazu führe, dass jede Kritik in die Nähe der Feindschaft zum Staat gerate. Weitere Missstände der nationalsozialistischen Herrschaft wurden angesprochen: Jung reklamierte ein geordnetes Wachstum anstelle von revolutionären Zuständen und erteilte dem Kollektivismus in Wirtschaft und Gesellschaft sowie dem Nationalsozialismus – unter Akzentuierung der sozialistischen Elemente der Bewegung – eine Absage. Von Papen forderte des Weiteren die ständische Neuordnung nach wilhelminischem Vorbild als ein Alternativmodell zur zweiten Revolution, wie sie durch die Parteilinke gefordert wurde, und verlangte die Abschaffung der NSDAP als Überbleibsel des Parteiensystems. Im Ganzen wurde der Eindruck suggeriert, der Nationalsozialismus stelle nur ein ephemeres Durchgangsstadium im Zuge eines gesamteuropäischen Umwandlungsprozesses dar.
Jung hatte beabsichtigt, durch diese Rede ein Fanal für die jungkonservative Konterrevolution gegen den Nationalsozialismus zu setzen. Seine die Realitäten verkennenden Vorstellungen sahen die Verhängung des Ausnahmezustandes durch den Reichspräsidenten Paul von Hindenburg, auf den von Papen erheblichen Einfluss ausübte, die Bildung eines Direktoriums unter Einbeziehung von Hitler und Göring und die Ausschaltung der NS-Radikalen vor. Eine landesweite Verbreitung der Marburger Rede durch eine Verlesung im Radio wurde von Reichspropagandaminister Joseph Goebbels verhindert.
Jung und einige andere Mitarbeiter von Papens (später als Edgar-Jung-Kreis bezeichnet) beabsichtigten in Anbetracht des vorhersehbaren Ablebens Hindenburgs, ihre Pläne von der konservativen Revolution gestützt auf den Oberbefehl des Reichspräsidenten über die Reichswehr umzusetzen. Hindenburg sollte durch von Papen, der am 30. Juni eine Audienz beim Reichspräsidenten haben würde, dazu bewogen werden, ein staatsstreichartiges Eingreifen der Reichswehr in die schwelende Staatskrise des Jahres 1934 zu veranlassen.
Aus Verärgerung über die Marburger Rede gab Hitler Heinrich Himmler am 25. Juni 1934 die Erlaubnis, Edgar Jung verhaften zu lassen. Die Verhaftung durch die Gestapo erfolgte bereits am Abend desselben Tages in Halensee, wo Jung seit einigen Monaten eine möblierte Wohnung gemietet hatte. Eine erste Intervention von Papens bei Hitler zugunsten seines Redenschreibers am 28. Juni verlief erfolglos: In seinem Tagebuch vermerkte der NS-Parteiideologe Alfred Rosenberg: „Der Führer erzählte, daß er Dr. Jung, den Verfasser der unglaublichen Papen Rede [sic!], habe verhaften lassen. – Gerade läßt der Vice-K.[anzler] anfragen, ob der Führer ihn noch heute empfangen könnte. Hitler lacht: ‚Der kommt wegen seines Dr. Jung!‘ Und läßt ablehnen.“ Bei einer späteren Intervention von Papens versicherte Hitler diesem wiederum, Jung sei zu „seiner eigenen Sicherheit“ in Schutzhaft genommen worden, zudem sei bei der Durchsuchung von Jungs Wohnung belastendes Material über landesverräterische Beziehungen Jungs zur österreichischen Regierung gefunden worden.
Die verbliebenen Mitarbeiter von Papens versuchten in den folgenden Tagen die gemeinsamen Staatsstreichpläne gegen die Regierung Hitler und die NSDAP weiter umzusetzen: An einem für den 30. Juni 1934 geplanten Besuch auf dem Gut des Reichspräsidenten in Ostpreußen sollte von Papen Hindenburg dazu bewegen, den Reichsnotstand zu erklären und der Reichswehr den Befehl zum Vorgehen gegen SA, SS und NSDAP zu erteilen. Noch am selben Tag setzte der NS-nahe Generalmajor der Reichswehr Walter von Reichenau, der über diese Absichten Kenntnis erlangt hatte, die Führer der SS, Himmler und Heydrich, mit denen er seit längerem politisch verbündet war, über diese Pläne in Kenntnis. Mehrere Zeugen der Ereignisse vermuteten später, dass diese Wendung das Todesurteil für den inhaftierten Jung bedeutete.
Die genauen Umstände von Jungs Ende sind nicht vollständig gesichert: Fritz Günther von Tschirschky gibt in seinen Memoiren an, Jung noch einmal kurz am 30. Juni im Keller des Gestapo-Hauptquartiers in der Prinz-Albrecht-Straße getroffen zu haben. Seraphim zufolge wurde Jung dort noch am selben Tag im Zuge der „Röhm-Affäre“ erschossen. Andere Darstellungen geben demgegenüber an, Jung sei noch ins KZ Oranienburg überführt und dort in der Nacht zum 1. Juli erschossen worden. Jungs Freund Edmund Forschbach zieht diese Angabe in seiner Biografie Jungs jedoch ausdrücklich in Zweifel.

### Nachleben
Edgar Jungs Urne wurde Anfang Juli von seinem Freund Franz-Maria Liedig im Auftrag von Jungs Familie in einer im ehemaligen Preußischen Herrenhaus eingerichteten Urnenabgabestelle der Gestapo abgeholt. Sie wurde auf dem Münchener Waldfriedhof beigesetzt.
1960 wurde im Auftrag von Jungs Schwiegersohn Berthold Spangenberg eine vom Künstler Hans Wimmer gestaltete zwei Meter hohe Gedenksäule aus Stein auf dem Grab aufgestellt. Die Säule ruht auf einer flachen Plinthe, die in einem gekehlten Kegelstumpf zum Abschluss kommt, auf dem eine Taube aus Bronze ruht. Das Grab wurde schließlich 1996 aufgelassen. Die Gedenksäule wurde daraufhin ins Schleswig-Holsteinische Landesmuseum Schloss Gottorf verbracht, wo sie sich bis heute befindet. Die Originaltaube auf der Grabsäule wurde damals durch einen Zementguss ersetzt, während die Originaltaube aus Bronze ins Arbeitszimmer von Jungs Tochter in der Bäumlstraße 6 in München kam. Nach ihrem Tod wurde die Taube auf dem Familiengrab der Spangenbergs aufgestellt.
Autoren der Neuen Rechten stützen sich in ihrer Traditionsbildung gern auf Jung, weil er als Verfolgter des NS-Regime unverdächtig erscheint.

## Politische und soziale Vorstellungen Jungs
Die weltanschauliche Entwicklung Jungs dokumentiert sich in erster Linie in seiner Hauptschrift Die Herrschaft der Minderwertigen von 1927, die in der zweiten Auflage von 1930 eine grundlegende Überarbeitung erfuhr. Von nun an stand nicht mehr die Nation im Vordergrund seines Denkens, sondern das Volk.
Obwohl nach heutigen Maßstäben klar rechts stehend, lehnte Jung die von Richelieu begründete Nationalstaatsidee ab. In einem starken, gegenüber der Zentralgewalt durchsetzungsfähigen Föderalismus sah er die natürliche Fortsetzung der deutschen Kleinstaaterei, die ihrerseits den Gegenpol zum rein zentralistischen französischen Staatsmodell bilde. Der innere Föderalismus der deutschen Regionen untereinander musste nach Jungs Auffassung langfristig in einen äußeren Föderalismus der europäischen Nationen ausgreifen, der in der Errichtung eines übernationalen europäischen Imperiums gipfeln sollte. Moeller van den Brucks Hass auf den Westen und das „Westlertum“ – damals ein weitverbreitetes Sentiment der nationalistischen Rechten – teilte Jung ausdrücklich nicht.
Die Herrschaft der Minderwertigen formuliert in der zweiten Auflage eine radikale Kritik des Parlamentarismus und der repräsentativen Demokratie. Nach Jungs Vorstellung lässt sich der Volkswille (gedacht als metaphysische Einheit im Sinne von Rousseaus Volonté générale) nicht durch Wahlen finden. Wählen sei „heute Ausdruck mechanischer Zusammenfassung, […] Gewaltherrschaft der Verantwortungslosen, […] alles, nur keine Demokratie“. Denn dahinter stehe jeweils eine Partei, „die seelenlose Maschine, die das Leben unlebendig macht, Geist und Seele ertötet, die Minderwertigkeit an die Spitze trägt“. Diese Parteien „mit Feuer und Schwert“ zu vernichten, sei „ein frommes Werk.“ In der Neuauflage des Werkes polemisierte Jung 1930 in einem eigenen Abschnitt gegen das Judentum: Zwar nahm er die Existenz wertvoller und minderwertiger Rassen an, doch hielt er den Rasse-Begriff für wissenschaftlich zu wenig untermauert. Zentral war für ihn daher das Volkstum, mit dem das Judentum nicht vereinbar sei. Jung behauptete, „der Jude“ habe sich seit Beginn der Emanzipationsdebatte auf die Seite von Aufklärung und Individualismus gestellt, „um von innen heraus das Gebäude des deutschen Staatsaufbaus auszuhöhlen“. Nun gehe es „nicht mehr um die Frage des Bekenntnisses, sondern des Volkstums“, weshalb für die Juden in Deutschland nur zwei Möglichkeiten blieben: Entweder sie wanderten aus oder sie würden auf den Status einer „völkischen Minderheit“ zurückgestuft.

Die Demokratie lehnte Jung entschieden ab. Ihrem „mechanistische[n] Mehrheitssystem“ sagte Jung den „Kampf bis aufs Messer“ an. Statt der Demokratie schwebte Jung eine neue Aristokratie vor: 

„Die Kraft, Menschen zu binden und zu beherrschen, liegt jenseits aller Leistung und Anstrengung im Wesen des Herrenmenschen beschlossen. Der Appell, sich zu unterwerfen, ist eine Ausstrahlung, die sogar stumm sein kann. […] Der Adel […] herrscht durch sein überlegenes Sein.“

Demgegenüber lehnte er den Begriff der Elite als bürgerlich ab, da er dem individualistischen und konkurrenzorientierten Leistungsprinzip verpflichtet sei.
Anfang der 1930er Jahre drängte Jung im Sinne seines Föderalismuskonzepts auf die Lösung des – 1919 ungelöst gebliebenen – Problems des Dualismus Preußen-Deutschland, da er dies als Gewähr dafür ansah, die Gefahr künftiger schädlicher innenpolitischer Konflikte zu beseitigen. Als Mittel zur Lösung schwebte ihm die Wiederherstellung der föderalistischen Ordnung im Norden und im Westen des Reiches vor. Seine Forderung nach einer föderalistischen Erneuerung des Reiches begründete Jung insbesondere auch außenpolitisch: Die deutschen Volksgruppen, die nach 1919 unter die Herrschaft anderer Staaten geraten waren, konnten nach seiner Ansicht mit den Mehrheitsvölkern nur ausgesöhnt werden, wenn die Gaststaaten ihrerseits eine föderalistische Ordnung annehmen würden, die fremden Volksgruppen die Beibehaltung ihrer Eigenständigkeit ermöglichen würde. Dies war nach Jungs Meinung aber nur zu erwarten, wenn das Reich mit gutem Beispiel vorangehen würde und ein echter Bundesstaat würde. In Anlehnung an die deutschen Minister der Prager Regierung Robert Mayr-Harting und Franz Spina sah Jung die „Verschweizerung“ der Tschechoslowakei als die einzige Möglichkeit, das sudetendeutsche Problem friedlich zu lösen.
Sozial drang Jung nachdrücklich auf die Stärkung der Familie als des Kerns der Gesellschaft und die Stützung der tradierten Rollen. Heftige Kritik übte er an Erscheinungen wie dem angeblichen „Gebärstreik“ der Frau und der Kriegsdienstablehnung zahlreicher Männer. Den Sozialstaat wollte er weitgehend abbauen und dafür den Arbeitern ermöglichen, Eigentum zu bilden.

Dem nationalsozialistischen Gedankengut konnte Jung nur wenig abgewinnen: Seiner Forderung nach der „Entmassung“ der Gesellschaft und ihrer Führung durch neu herauszubildende Eliten stand die Praxis Hitlers, seine Macht nach Art eines Volkstribuns auf „Massen“ zu stützen, diametral entgegen. Den Rassenkult der Nationalsozialisten lehnte Jung als eine Verirrung und Degeneration des jungkonservativen Volkstumsgedankens ab: 

„Wenn unsere Volkstumsgedanken mit der Rassenlehre, dem biologischen Naturalismus, verwechselt werden, dann kann Hitler alles, was wir jungen Konservativen in den letzten Jahren geistig geschaffen haben, verfälschen und in das Gegenteil seiner ursprünglichen Bedeutung verkehren.“

Jung sah sich gleichwohl selbst als Wegbereiter des Nationalsozialismus. Im Juni 1932 schrieb er in einem Aufsatz:

„Die geistigen Voraussetzungen für die deutsche Revolution wurden außerhalb des Nationalsozialismus geschaffen. […] In unsagbarer Kleinarbeit, besonders in den gebildeten Schichten, haben wir die Voraussetzung für jenen Tag geschaffen, an dem das deutsche Volk den nationalsozialistischen Kandidaten seine Stimme gab.“

## Schriften
- Die Herrschaft der Minderwertigen, ihr Zerfall und ihre Ablösung. Verlag der Deutschen Rundschau, Berlin 1927.
  - Erweiterte Neuauflage unter dem Titel: Die Herrschaft der Minderwertigen, ihr Zerfall und ihre Ablösung durch ein neues Reich. Verlag der Deutschen Rundschau, Berlin 1930.
- An der Schwelle einer neuen Zeit. 21 gesammelte populäre Aufsätze. o. O., o. V. 1930.
- Föderalismus aus Weltanschauung. Schweitzer, München 1931 (Digitalisat)
- Sinndeutung der deutschen Revolution. Stalling, Oldenburg 1933.